# Eriosema cordifolium
Eriosema cordifolium är en ärtväxtart som beskrevs av Achille Richard. Eriosema cordifolium ingår i släktet Eriosema och familjen ärtväxter. Inga underarter finns listade i Catalogue of Life.